# Blechnum obtusatum
Blechnum obtusatum är en kambräkenväxtart som först beskrevs av Jacques-Julien Houtou de La Billardière, och fick sitt nu gällande namn av Georg Heinrich Mettenius. Blechnum obtusatum ingår i släktet Blechnum och familjen Blechnaceae. Utöver nominatformen finns också underarten B. o. francii.